# Paolo Da Ponte
Luigi Paolo Da Ponte (Venezia, 8 giugno 1709 – Venezia, tra il 2 e il 31 marzo 1792) è stato un arcivescovo cattolico italiano.

## Biografia
Nacque a Venezia dalla famiglia patrizia dei Da Ponte, che aveva dato alla Repubblica un doge.
Entrato giovanissimo nell'Ordine dei Carmelitani Scalzi, il 19 settembre 1733 fu ordinato sacerdote.
Fu nominato arcivescovo di Corfù il 5 agosto 1765, ricevendo la consacrazione episcopale l'11 agosto successivo dalle mani del cardinale Federico Marcello Lante Montefeltro della Rovere.
Il 13 settembre 1773, fu spostato alla sede episcopale di Torcello, mantenendo, a titolo personale, la dignità arcivescovile.

## Genealogia episcopale
La genealogia episcopale è:
- Cardinale Scipione Rebiba
- Cardinale Giulio Antonio Santori
- Cardinale Girolamo Bernerio, O.P.
- Arcivescovo Galeazzo Sanvitale
- Cardinale Ludovico Ludovisi
- Cardinale Luigi Caetani
- Cardinale Ulderico Carpegna
- Cardinale Paluzzo Paluzzi Altieri degli Albertoni
- Cardinale Gasparo Carpegna
- Cardinale Fabrizio Paolucci
- Cardinale Francesco Barberini
- Cardinale Annibale Albani
- Cardinale Federico Marcello Lante Montefeltro della Rovere
- Arcivescovo Paolo Da Ponte, O.C.D.